# اچ‌دی ۱۵۰۸۲

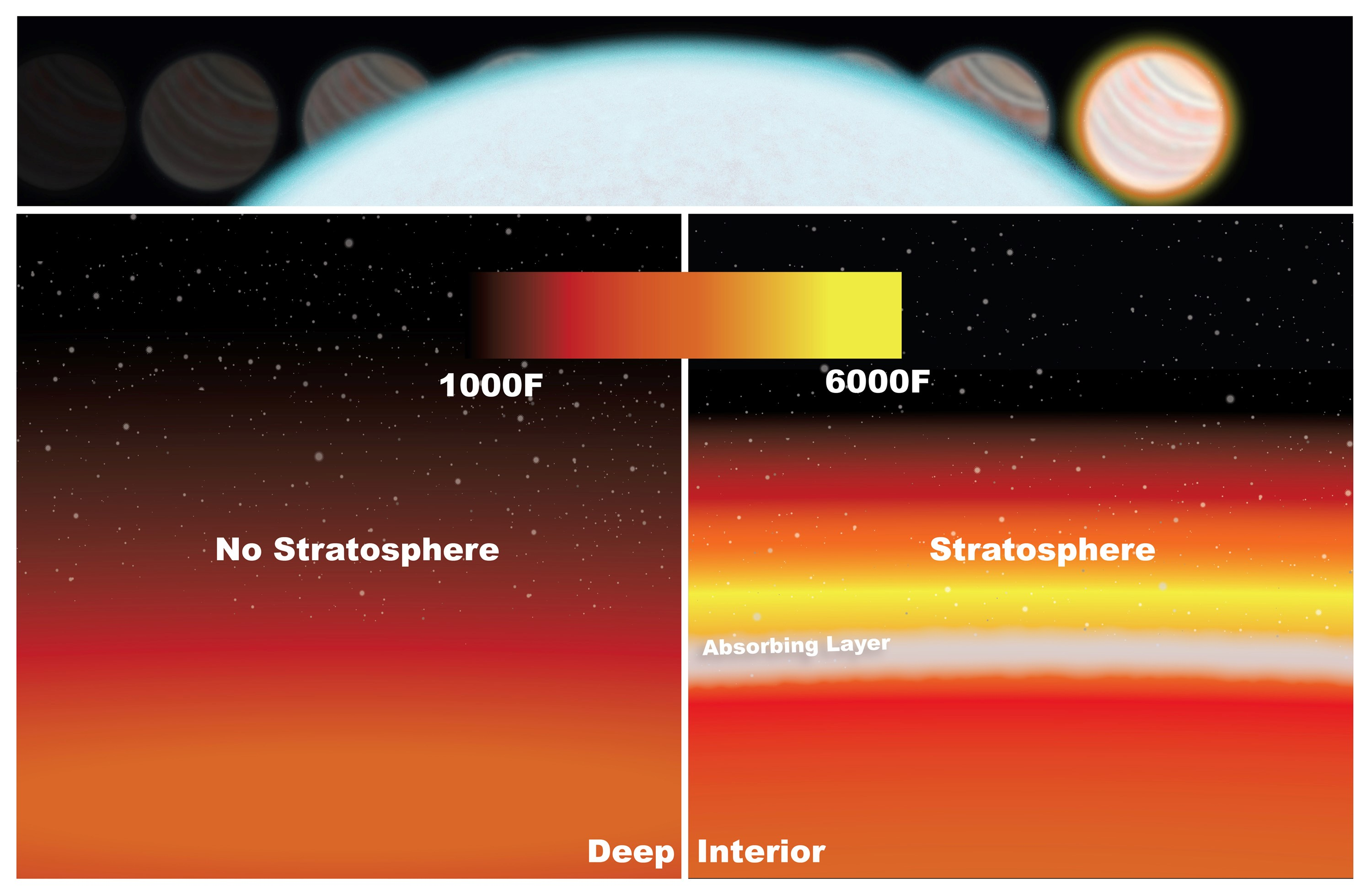
ستاره اچ‌دی ۱۵۰۸۲ و سیاره واسپ-۳۳بی که اتمسفر آن هنگام عبور از پشت ستاره با تجزیه و تحلیل نور شناسایی شد.

اچ‌دی ۱۵۰۸۲ (همچنین با نام WASP-33 شناخته می‌شود) یک ستاره است که تقریباً در فاصله ۳۹۹ سال نوری از ما در صورت فلکی آندرومدا قرار دارد.

## منظومه سیاره ای
در سال ۲۰۱۰، پروژه سوپر واسپ کشف یک سیاره فراخورشیدی به نام واسپ-۳۳بی را اعلام کرد که به دور ستاره می‌چرخد. این کشف با شناسایی گذر سیاره هنگام عبور از مقابل ستاره خود انجام شد. این رویداد هر ۱٫۲۲ روز اتفاق می‌افتد.